# Гол місяця англійської Прем'єр-ліги
Гол місяця англійської Прем'єр-ліги (англ. Premier League Goal of the Month) - нагорода футболісту Прем'єр-ліги, який був визнаний автором найкращого голу в попередньому календарному місяці, що вручається за підсумками кожного місяця протягом ігрового сезону. Переможець визначається зі списку з восьми номінантів громадським голосуванням (10%) і панеллю експертів.
Наприкінці сезону серед дев'яти переможців і автора найкращого голу за травень (чемпіонат може закінчуватись за декілька днів до кінця місяця, тому нагорода за нього може не вручатись) визначається нагорода «Гол сезону».
Нагорода була введена в сезоні 2016—2017 і з того часу відома під ім'ям спонсора «Carling Goal of the Month».

## Переможці
Станом на серпень 2020
| Курсив | господар матчу |

| Місяць    | Рік  | Національність | Гравець            | Клуб                     | Гол[A] | Суперник                 | Дата              | Джерело |
| --------- | ---- | -------------- | ------------------ | ------------------------ | ------ | ------------------------ | ----------------- | ------- |
| 2016—2017 |      |                |                    |                          |        |                          |                   |         |
| Серпень   | 2016 | Уругвай        | Крістіан Стуані    | Мідлсбро                 | 1–0    | Сандерленд               | 21 серпня 2016    | [ 3 ]   |
| Вересень  | 2016 | Англія         | Джордан Гендерсон  | Ліверпуль                | 2–0    | Челсі                    | 16 вересня 2016   | [ 4 ]   |
| Жовтень   | 2016 | Франція        | Дімітрі Паєт       | Вест Гем Юнайтед         | 1–1    | Мідлсбро                 | 1 жовтня 2016     | [ 5 ]   |
| Листопад  | 2016 | Іспанія        | Педро Родрігес     | Челсі                    | 1–1    | Тоттенгем Готспур        | 26 листопада 2016 | [ 6 ]   |
| Грудень   | 2016 | Вірменія       | Генріх Мхітарян    | Манчестер Юнайтед        | 3–0    | Сандерленд               | 26 грудня 2016    | [ 7 ]   |
| Січень    | 2017 | Англія         | Енді Керролл       | Вест Гем Юнайтед         | 2–0    | Крістал Пелес            | 14 січня 2017     | [ 8 ]   |
| Лютий     | 2017 | Бельгія        | Еден Азар          | Челсі                    | 2–0    | Арсенал                  | 4 лютого 2017     | [ 9 ]   |
| Березень  | 2017 | Англія         | Андрос Таунсенд    | Крістал Пелес            | 2–0    | Вест-Бромвіч Альбіон     | 4 березня 2017    | [ 10 ]  |
| Квітень   | 2017 | Іспанія        | Педро Родрігес     | Челсі                    | 1–0    | Евертон                  | 30 квітня 2017    | [ 11 ]  |
| 2017—2018 |      |                |                    |                          |        |                          |                   |         |
| Серпень   | 2017 | Англія         | Чарлі Деніелс      | Борнмут                  | 1–0    | Манчестер Сіті           | 26 серпня 2017    | [ 12 ]  |
| Вересень  | 2017 | Еквадор        | Антоніо Валенсія   | Манчестер Юнайтед        | 1–0    | Евертон                  | 17 вересня 2017   | [ 13 ]  |
| Жовтень   | 2017 | Марокко        | Соф'ян Буфал       | Саутгемптон              | 1–0    | Вест-Бромвіч Альбіон     | 21 жовтня 2017    | [ 14 ]  |
| Листопад  | 2017 | Англія         | Вейн Руні          | Евертон                  | 3–0    | Вест Гем Юнайтед         | 29 листопада 2017 | [ 15 ]  |
| Грудень   | 2017 | Англія         | Джермейн Дефо      | Борнмут                  | 2–2    | Крістал Пелес            | 9 грудня 2017     | [ 16 ]  |
| Січень    | 2018 | Бразилія       | Вілліан            | Челсі                    | 2–0    | Брайтон енд Гоув Альбіон | 20 січня 2018     | [ 17 ]  |
| Лютий     | 2018 | Кенія          | Віктор Ваньяма     | Тоттенгем Готспур        | 1–1    | Ліверпуль                | 4 лютого 2018     | [ 18 ]  |
| Березень  | 2018 | Англія         | Джеймі Варді       | Лестер Сіті              | 1–1    | Вест-Бромвіч Альбіон     | 10 березня 2018   | [ 19 ]  |
| Квітень   | 2018 | Данія          | Крістіан Еріксен   | Тоттенгем Готспур        | 1–1    | Челсі                    | 1 квітня 2018     | [ 20 ]  |
| 2018—2019 |      |                |                    |                          |        |                          |                   |         |
| Серпень   | 2018 | Кот-д'Івуар    | Жан Мікаель Сері   | Фулгем                   | 1–0    | Бернлі                   | 26 серпня 2018    | [ 21 ]  |
| Вересень  | 2018 | Англія         | Деніел Старрідж    | Ліверпуль                | 1–1    | Челсі                    | 29 вересня 2018   | [ 22 ]  |
| Жовтень   | 2018 | Уельс          | Аарон Ремзі        | Арсенал                  | 3–1    | Фулгем                   | 4 жовтня 2018     | [ 23 ]  |
| Листопад  | 2018 | Південна Корея | Сон Хин Мін        | Тоттенгем Готспур        | 3–1    | Челсі                    | 14 листопада 2018 | [ 24 ]  |
| Грудень   | 2018 | Англія         | Андрос Таунсенд    | Крістал Пелес            | 2–1    | Манчестер Сіті           | 22 грудня 2018    | [ 25 ]  |
| Січня     | 2019 | Німеччина      | Андре Шюррле       | Фулгем                   | 1–0    | Бернлі                   | 12 січня 2019     | [ 26 ]  |
| Лютий     | 2019 | Швейцарія      | Фабіан Шер         | Ньюкасл Юнайтед          | 1–0    | Бернлі                   | 26 лютого 2019    | [ 27 ]  |
| Березень  | 2019 | Франція        | Антоні Нокар       | Брайтон енд Гоув Альбіон | 2–1    | Крістал Пелес            | 9 березня 2019    | [ 28 ]  |
| Квітень   | 2019 | Бельгія        | Еден Азар          | Челсі                    | 1–0    | Вест Гем Юнайтед         | 8 квітня 2019     | [ 29 ]  |
| 2019—2020 |      |                |                    |                          |        |                          |                   |         |
| Серпень   | 2019 | Англія         | Гарві Барнс        | Лестер Сіті              | 2–1    | Шеффілд Юнайтед          | 24 серпня 2019    | [ 30 ]  |
| Вересень  | 2019 | Малі           | Мусса Дженепо      | Саутгемптон              | 1–0    | Шеффілд Юнайтед          | 14 вересня 2019   | [ 31 ]  |
| Жовтень   | 2019 | Англія         | Матті Лонгстафф    | Ньюкасл Юнайтед          | 1–0    | Манчестер Юнайтед        | 6 жовтня 2019     | [ 32 ]  |
| Листопад  | 2019 | Бельгія        | Кевін Де Брюйне    | Манчестер Сіті           | 2–1    | Ньюкасл Юнайтед          | 30 листопада 2019 | [ 33 ]  |
| Грудень   | 2019 | Південна Корея | Сон Хин Мін        | Тоттенгем Готспур        | 3–0    | Бернлі                   | 7 грудня 2019     | [ 34 ]  |
| Січень    | 2020 | Іран           | Аліреза Джаганбахш | Брайтон енд Гоув Альбіон | 1–1    | Челсі                    | 1 січня 2020      | [ 35 ]  |
| Лютий     | 2020 | Чехія          | Матей Видра        | Бернлі                   | 2–1    | Саутгемптон              | 15 лютого 2020    | [ 36 ]  |
| Червень   | 2020 | Португалія     | Бруну Фернандеш    | Manchester United        | 3–0    | Брайтон енд Гоув Альбіон | 30 червня 2020    | [ 37 ]  |

1. ^ Рахунок на момент забитого голу. Команда гравця вказана першою.